# Saint Asonia
Saint Asonia (às vezes escrito como SΔINT ΔSONIΔ, para imitar o símbolo da banda) é um supergrupo de rock canadense-americano composto pelo vocalista e guitarrista rítmico Adam Gontier, o guitarrista Mike Mushok, o baixista e backing vocal Cale Gontier e o baterista Cody Watkins. A banda foi formada em Toronto, Canadá, em 2015, após a saída de Gontier do Three Days Grace em 2013, que formou a banda ao lado de Mushok.

## História
A banda lançou seu primeiro teaser no início de maio de 2015, que contou com o fato de que "25 Top Ten Rock Singles" foram compartilhados entre cada membro, 17 dos quais são número um, e provocou o primeiro single da banda, o logotipo e os clipes da banda, a especulação acreditava que a formação seria composta pelo ex-vocalista do Three Days Grace, Adam Gontier, ex-guitarrista do Staind Mike Mushok, ex-baterista do Finger Eleven Rich Beddoe e ex-baixista do Dark New Day Corey Lowery, no entanto, nada foi confirmado até 16 de maio, quando a banda lançou oficialmente seu primeiro single, intitulado "Better Place", confirmando a formação da banda no processo. Quando perguntado sobre o nome da banda, Gontier afirmou que eles são "...mais como refugiados que simplesmente se dão bem". Johnny K foi contratado como produtor do álbum de estreia, lançado em 31 de julho de 2015, juntamente com os anúncios da turnê.
A banda fez sua estreia ao vivo no Rock on the Range como o ato de abertura do palco principal em 16 de maio, e foi anunciada como convidada especial. Junto com seu primeiro single, a banda tocou outras músicas originais, como "Fairy Tale", "Dying Slowly" e "Let Me Live My Life", mas também tocou covers de Three Days Grace, como "I Hate Everything About You" "e músicas da banda anterior de Mushok, Staind, como" Mudshovel "e" For You ". A banda anunciou que seu primeiro álbum auto-intitulado seria lançado em 31 de julho do mesmo ano pela RCA Records, com 11 faixas. A banda lançou seu segundo single, "Blow Me Wide Open", em 29 de junho.  Saint Asonia reservou uma turnê de destaque em agosto de 2015, bem como uma turnê com Seether no outono de 2015. Em fevereiro de 2016, o Saint Asonia se juntou à primeira parte da turnê do Disturbed de 2016, como banda de abertura.
Em 2 de maio de 2016, o Saint Asonia lançou um cover da música de Phil Collins, "I Don't Care Anymore", que mais tarde foi lançada na iTunes Store em 6 de maio de 2016.
Em 5 de junho de 2017, o baterista Rich Beddoe confirmou que havia deixado o Saint Asonia em bons termos para fazer outras coisas. Em 12 de julho de 2017, a banda fez seu primeiro show com o ex-colega de Mike Mushok, Sal Giancarelli, na bateria. Lowery deixou a banda durante o verão de 2018 para se juntar ao Seether em período integral e foi substituído pelo baixista do Art of Dying e pelo primo de Gontier, Cale Gontier. Em 21 de fevereiro de 2019, o Saint Asonia anunciou que havia assinado com a Spinefarm Records e que um álbum de acompanhamento de seu álbum [auto-intitulado estava em andamento.
Em 24 de julho de 2019, a banda revelou seu single "The Hunted", com Sully Erna. O título do álbum foi revelado como Flawed Design em entrevistas realizadas imediatamente após o lançamento do single. Dois meses depois, em 20 de setembro de 2019, o Saint Asonia lançou "Beast" e anunciou a data de lançamento do álbum. O Flawed Design ficou disponível em todo o mundo em 25 de outubro de 2019. O portal Loudwire o elegeu como um dos 50 melhores discos de rock de 2019.
Em 26 de janeiro de 2020, foi anunciado por Adam Gontier que o baterista do Art of Dying Cody Watkins havia se juntado à banda como seu novo baterista substituindo Sal Giancarelli. Cody Watkins foi um membro fundador do Totally Ghey Nu-Metal, uma banda de comédia canadense-americana de Winnipeg, Manitoba.

## Membros
| - Adam Gontier – vocal, guitarra rítmica (2015–presente, ex-Three Days Grace) - Mike Mushok – guitarra (2015–presente, do Staind) - Cale Gontier – baixo, vocal de apoio (2018–presente, do Art of Dying) - Cody Watkins – bateria, percussão (2020–presente, do Art of Dying) | - Rich Beddoe – bateria, percussão (2015–2017, ex-Finger Eleven) - Corey Lowery – baixo, vocal de apoio (2015–2018, do Seether e ex-Dark New Day) - Sal Giancarelli – bateria, percussão (2017–2020, do Staind) |

## Discografia

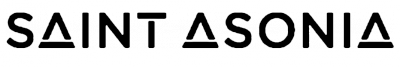
Logotipo da banda.

### Álbuns de estúdio
- Saint Asonia (2015)
- Flawed Design (2019)

### Singles
- "Better Place" (2015)
- "Let Me Live My Life"
- "The Hunted" (com Sully Erna) (2019)
- "Blind" (2020)

## Prêmios
Loudwire Music Awards
| Ano  | Categoria       | Trabalho     | Resultado |
| ---- | --------------- | ------------ | --------- |
| 2015 | Best New Artist | Saint Asonia | Venceu    |